# Bolt (Marvel Comics)
Bolt, il cui vero nome è Christopher "Chris" Bradley, è un personaggio dei fumetti creato da Howard Mackie (testi), Tom Grummett e Dan Lawlis (disegni), pubblicato dalla Marvel Comics. La sua prima apparizione come Maverick avviene in X-Men Unlimited (Vol. 1) n. 8 (ottobre 1995), mentre come Bolt appare in Maverick (vol. 2) n. 8, creato da Jorge Gonzàles (testi), Jim Cheung e Leandro Fernández (disegni).
Bolt è un giovane mutante conosciuto, in passato, anche come Maverick, nome utilizzato anche da Agent Zero.

## Poteri e abilità
Chris è un mutante che ha la capacità di controllare e generare energia elettrica, emettendola in varie forme; può usare scariche elettriche di vario voltaggio per fulminare i nemici e creare un campo elettromagnetici che può usare come scudo o per levitare nell'aria. Inoltre può controllare ogni dispositivo alimentato ad energia elettrica.

## Altri media

### Cinema
Chris Bradley appare nel film X-Men le origini - Wolverine, interpretato dall'attore Dominic Monaghan. Inizialmente l'attore doveva impersonare il mutante Becco, ma la scelta di aggiungere il mutante nel film fu scartata. Nel film Agent Zero non è il mentore di Chris, ma semplicemente un suo compagno di squadra (di cui fanno parte anche James Howlett, Victor Creed, Wade Wilson, Fred Dukes e John Wraith); i poteri di Chris sono simili a quelli del fumetto, ovvero riesce a controllare ogni oggetto elettronico.